# Давид Стефаунссон
Да́вид Сте́фаунссон (исл. Davíð Stefánsson; 21 января 1895, Fagriskógur — 1 марта 1964, Акюрейри) — одним из самых популярных писателей и поэтов Исландии первой половины XX века. Давид наиболее известен своим первым сборником стихов «Черные перья» (Svartar fjaðrir) и пьесой «Позолоченные ворота» (Gullna hliðið).

## Биография
Давид родился 21 января в 1895 года в небольшом селении Фагрискоугюр (дословно — «красивейший лес») на побережье Гальмастрёнд на западной стороне Эйя-фьорда. Его родителями были Стефаун Бальдвин Стефаунссон, фермер, а затем член Альтинга, и Рагнхейдюр Давидсдоттир. Из-за болезни в 1911 году раньше срока закончил учебу в средней школе в Акюрейри, затем некоторое время лежал с плевритом туберкулёзной больнице Вивильсстадир в Гардабайре близ Рейкьявика.
В 1915—1916 годах Давид жил и учился в Дании в Копенгагене, где вместе с другими молодыми исландцами основал поэтическую ассоциацию Boðn. Там же он познакомился с исландским литературным критиком Сигюрдюром Нордалем, который был очарован творчеством Давида и в 1916—1919 годах опубликовал семь его стихов в журналах Eimreiðinn и Iðunn.
После возвращения в Исландию в 1916 году Давид поступил в Рейкьявикскую среднюю школу второй ступени, которую он закончил весной 1919 года. В 1919—1920 годах Давид изучал философию в Исландском университете и работал секретарем в Альтинге. Незадолго до конца 1919 года был издан его первый сборник стихов «Черные перья» (Svartar fjaðrir). Книга стала очень популярной среди исландцев и получила восторженные отзывы. Его стихи считались жестокими и эмоциональными, а сказочный стиль был захватывающим и, как считалось, высвобождал подавленные желания и даже пробуждал сексуальность, несмотря на то, что сами стихи не имели никакого сексуального контекста.
Следующие несколько лет Дэвид много путешествовал. Он снова побывал в Копенгагене в 1920 году, затем жил в Италии в 1920—1921 годах и в Норвегии в 1923—1924 годах. Стихи в двух его сборниках — «Стихи» (Kvæði) 1922 года и «Пожелания» (Kveðjur) 1924 года, во многом были вдохновлены его путешествиями. В 1928 году вместе с делегацией исландских коммунистов Давид посетил Советский Союз в 1928 году. Хотя ему не совсем понравилось увиденное, но всё же после этой поездки он заинтересовался социализмом и в дальнейшем, как и многие исландские писатели той поры, Давид стал придерживаться левых, социалистических взглядов
В 1925 году Давид устроился на постоянную работу библиотекарем в библиотеке сислы в Акюрейри и проработал там до 1951 года. В 1955 году, к шестидесятилетию поэта, Давид был удостоен звания почетного гражданина Акюрейри.
В 1926 году он написал роман «Монахи в Мёрюведлир» (Munkarnir á Möruvöllum), а в 1941 году роман «Исландский Солон» (Sólon Íslandus) о Сёльви Хельгасоне, мечтательном исландском бродяге XIX века, чьи интеллектуальные амбиции были задушены обществом. Свою первую успешную пьесу «Позолоченные ворота» (Gullna hliðið) Давил написал в 1941 году, в 1944 году была издана пьеса «Оружие богов» (Vopn guðanna), а в 1953 году — «Забытая страна» (Landið gleymda).
Умер Давид холостым и бездетным в Акюрейри 1 марта 1964 года в возрасте 69 лет и был похоронен на возле церкви в Мёрюведлир в Хёградалюр, что на западном берегу Эйя-фьорда.

## Творчество
Книги стихов
- Svartar fjaðrir (1919; рус. «Черные перья»)
- Kvæði (1922; рус. «Стихи»)
- Kveðjur (1924; рус. «Пожелания»)
- Ný kvæði (1929; рус. «Новые стихи»)
- Í byggðum (1933; рус. «В селениях»)
- Að norðan (1936; рус. «С Севера»)
- Ný kvæðabók (1947; рус. «Новая книга стихов»)
- Ljóð frá liðnu sumri (1956; рус. «Стихи с прошедшего лета»)
- Í dögun (1960; рус. «На рассвете»)
- Síðustu ljóð (издана посмертно в 1966; рус. «Последние стихи»)

Пьесы и романы:
- Munkarnir á Möðruvöllum (1926; рус. «Монахи в Модрювёдлир»)
- Gullna hliðið (1941; рус. «Позолоченные ворота»)
- Sólon Íslandus (1941; рус. «Исландский Солон»)
- Vopn guðanna (1944; рус. «Оружие богов»)
- Landið gleymda (1953; рус. «Земля забытых»)

Сборники статей и очерков:
- Ávarp Fjallkonunnar (1954; рус. «Речь горных женщин»)
- Mælt mál (196; рус. «Указанная проблема»)

## Литературная премия
В 1991–1997 годах Общество исландских писателей (исл. Félag íslenskra rithöfunda) ежегодно присуждала «Перо Давида» (исл. Davíðspennann) — литературную премию имени Давида Стефаунссона, который был одним из основателей общества в 1945 году.